# Ґійом де Лорріс
Ґійом де Лорріс (фр. Guillaume de Lorris; близько 1200 р. — близько 1238 р.) — французький поет Середньовіччя, один з авторів віршованої алегорії Роман про троянду, розпочатої ним бл. 1225—1230 років та продовженої Жаном де Мен лише через 50-60 років. Написав першу і найпоетичнішу частину твору.

## З біографії
Мало відомо про Ґійома, за винятком того, що він явно був аристократом, і що народився в селі Лорріс, на схід від Орлеана, Франція. Рік його народження точно невідомий, а рік його смерті можна визначити лише з другої частини поеми Жана де Мена. Фелікс Лікуа припускає, що 1225—1230 — час, протягом якого Ґійом працював над своєю поемою. Частина твору Ґійома — перші 4058 рядків — розкриває його як вишуканого поета великої проникливості, який майстерно вміє розкривати характер через алегоричні символи.

## Роман про троянду
У поемі «Роман про троянду» Ґійом де Лорріс змальовує поета, який закохався у замку Deduyt (Plasir) у прекрасну троянду. Дістати її заважають різні перешкоди. У замку живе Любов (Amour) зі своєю почтом: Doux Regard (Ніжний погляд), Richesse (Багатство), Jeunesse (Молодість), Franchise (Відкритість). Поет у супроводі «Bel Accueil» (Добрий прийом), вже наближається до троянди, але доводиться боротися проти могутніх ворогів: Honte (Сором), Peor (Страх), Malebouche (наклеп), Dangier (Небезпека). Bel Accueil переможений і замкнений у високу вежу. На цьому закінчується написана Ґійомом де Лорісом частина «Roman de la Rose». Продовження і кінець написані через 60 років Жаном де Меном.
Ґійом де Лоріс у своїй поемі хотів викласти «науку кохання» і є в цьому відношенні прямим наслідувачем «Ars Amandi» Овідія, — подекуди він прямо перекладає латинського поета. У поетичному відношенні «Roman de la Rose» відрізняється витонченістю, грацією вірша та відсутністю звичайного цинізму середньовічних поем.
Ґійом де Лоріс є учнем провансальських трубадурів.

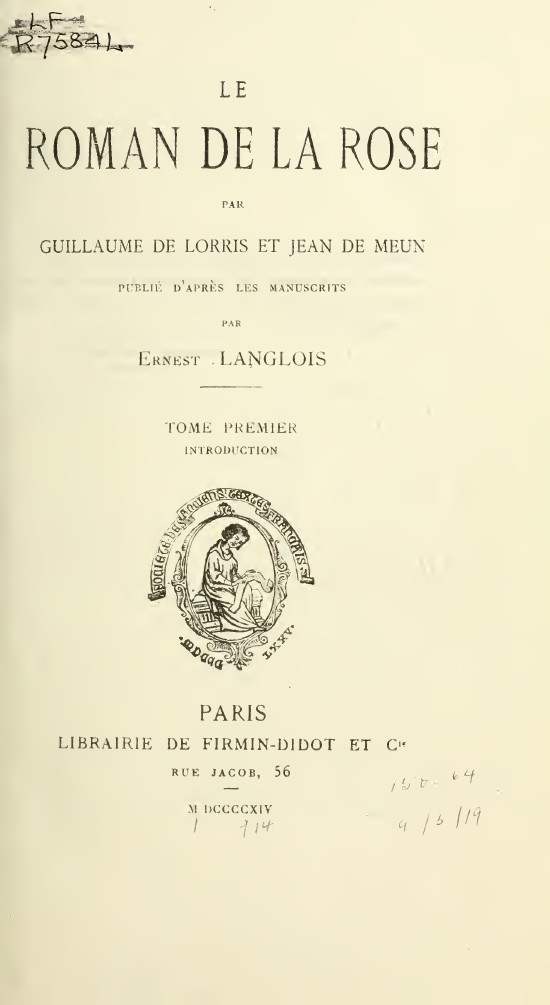
Roman de la Rose(вид, 1914)

«Roman de la Rose»(Роман про Троянду) українською мовою не перекладено.